# Йозеф фон Айхендорф
Йозеф Карл Бенедикт барон фон Айхендорф (на немски: Joseph Karl Benedikt Freiherr von Eichendorff) е немски поет, белетрист, драматург и преводач.
Представител е на късния немски романтизъм и е свързван с Хайделбергската школа. В творчеството му доминират преклонението и отдадеността на природата, която той възпява в магични картини и с изключително музикален език. Характерен белег на романтическото течение е религиозната отдаденост, религията като опора, от която романтиците черпят и формират своите идеали. У Айхендорф тя е свързана с дълбока вяра в предопределеното и зависимостта на човека от него. Често в творбите му присъства и патриотична тематика, която е характерна за повечето негови съвременници, които в зората на Френската революция откликват с перото си на символите на свободата и родината.

## Биография
Йозеф фон Айхендорф е роден в замъка Лубовиц край Ратибор, Горна Силезия (дн. Полша, Силезко войводство) в семейството на пруския офицер барон Адолф Теодор Рудолф фон Айхендорф (1756 – 1818) и съпругата му Каролине (1766 – 1822). Тя е потомка на благородническо семейство от Силезия и като наследство получава замъка Лубовиц. Бащата на Айхендорф от своя страна принадлежи към благородническия род на католици – Айхендорф, който се заселва в Силезия към 17 век.
От 1793 г. до 1801 г. свещеникът Бернхард Хайнке преподава частно на Йозеф и на две години по-големия му брат Вилхелм фон Айхендорф. Увлекателните уроци за приключенски и рицарски романи, както и античните митове и легенди провокират автора към първите му литературни опити. През 1794 г. заминава за Прага, през 1799 г. за Карлсбад след което отново за Прага. Впечатленията от тези пътувания Айхендорф описва в първите си записки. От 12 ноември 1800 г. той започва да води своите записки в дневник (Tagebuchaufzeichnungen) и по същото време се захваща със съставянето на книга по естествознание (Naturgeschichte), в която сам прави илюстрациите.
От октомври 1801 г. Йозеф и брат му Вилхелм продължават обучението си в католическата гимназия „Матиас“ във Вроцлав. Освен че често посещава театъра, през този период Айхендорф пише и някои от по-ранните си стихове. Приятелството му с австрийския поет и драматург Йозеф Кристиан фон Целдлиц, негов съученик – също датира оттогава. След това Айхендорф следва право в Хале като паралелно с това посещава и лекции по философия при Фридрих Август Волф, Фридрих Шлайермахер и Хенрих Щефенс. При едно от посещенията си на театъра в Бад-Лаухщед (провинция Саксония-Анхалт) младият Йозеф гледа представление на гостуваща трупа от града на Гьоте – Ваймар. Следва пътуване през планината Харц, което го отвежда чак до градовете Хамбург и Любек. През август 1806 г. Айхендорф се завръща в родния си замък Лубовиц, където се радва на светския живот – посещава балове и ходи на лов в околността.
След края на ваканцията, през есента на същата година Йозеф фон Айхендорф трябва да се върне в Хале, където да продължи обучението си, но плановете му са осуетени, защото войските на Наполеон окупират града и университетът е разпуснат. Поради тази причина през май 1807 г. той и брат му Вилхелм предприемат пътувания през различни градове – Линц, Регенсбург, Нюрнберг и Хамбург, където остават, за да продължат образованието си. Едва две години преди смъртта си (през 1855 г.) Айхендорф посещава отново град Хале. Именно през последните години от живота си авторът създава автобиографичния текст „Хале и Хайделберг“ („Halle und Heidelberg“), в който определя тези две места като извор на романтически идеи, които са го формирали като поет и писател.
Освен че посещава лекции по право при Антон Фридрих Юстус Тибо, по време на престоя си в Хайделберг младият Йозеф се среща и с много изтъкнати представители на литературното движение романтизъм, между които е и харизматичният Йозеф Гьорес. Тогава все още много влиятелният поет на романтизма, граф Ото фон Льобен (с псевдоним „Исидориус Ориенталис“), се превръща в много близък приятел на Айхендорф и го насърчава да създава лично творчество. Не след дълго с известни усилия от страна на графа били публикувани и първите стихове на младия поет. Те са отпечатани във вестник за изкуство и наука под псевдонима Флоренс. Двамата братя фон Айхендорф взимат участие и в съставянето на прочутия сборник от стари немски народни песни – „Вълшебният рог на момчето“ на Ахим фон Арним и Клеменс Брентано.
През април 1808 г. двадесетгодишният Йозеф предприема образователно пътуване, което го отвежда през Страсбург до Париж, а май същата година посещава и Виена. През лятото отново се завръща в Лубовиц, за да помогне на баща си в ръководството на имението им. По това време започва работа върху първото си произведение в проза – разказа „Вълшебството през есента. Една приказка“ („Die Zauberei im Herbste. Ein Märchen“).
През 1809 г. се сгодява за 17-годишната Алойзиа фон Лариш (1792 – 1855). През ноември същата година Йозеф заминава с брат си Вилхелм за Берлин, където слуша лекции при философа Йохан Готлиб Фихте и се среща с Арним, Брентано и Хайнрих фон Клайст. През лятото на 1810 г. продължава следването си по право във Виена и през 1812 г. се дипломира.
От 1813 г. до 1815 г. Айхендорф участва в освободителните войни срещу Наполеон. Първоначално е част от т.нар. „черни ловци“ на майор Лудвиг Адолф Вилхелм фон Люцов, а след това като лейтенант влиза в редиците на Трети батальон на 17-и Силезийски пехотен полк край изоставената крепост Торгау. След сватбата се присъединява към Първи батальон на (горнорейнския) Втори Рейнски пехотен полк, който навлиза в Париж. До края на 1815 г. Айхендорф е част от окупационните войски и едва през 1816 г. успява да се завърне обратно във Вроцлав.
През април 1815 г. Айхендорф сключва брак с годеницата си Луизе фон Лариш в църквата Св. Винсент във Вроцлав и август същата година в Берлин на бял свят се появява първородният им син Херман. През 1817 г. се ражда и дъщеря им Мария Тереза Александрина (1817 – 1894), през 1819 г. Рудолф Йозеф Юлиус, през 1821 г. – Агнес Клара и през 1830 г. Анна Хедвиг Йозефин. Родителите губят две от дъщерите си още докато са съвсем малки. Мъката им намира израз в цикъла от песни на Айхендорф „За смъртта на детето ми“ (Auf meines Kindes Tod) от 1832 г. Междувременно, през 1818 г. поетът на романтизма губи и баща си, който оставя след себе си много задължения. Поради тази причина много от владенията на семейството биват разпродадени, изключение правят замъкът Лубовиц и имението им в Зедлниц (дн. Чехия). До края на живота си Айхендорф тъгува за загубата на света от своето детство.
През 1816 г. Йозеф фон Айхендорф става стажант в Пруската държавна служба във Вроцлав, а пет години по-късно е назначен за католически църковен и училищен съветник за територията на западна и източна Прусия в Гданск. 1824 г. се издига до главен председателски съветник в Кьонигсберг. Заради длъжностите, които заема Айхендорф, през 1831 г. семейството му се мести в Берлин, където през 1841 г. той се издига до поста таен съветник. Прекарал особено тежка пневмония, през 1844 г. той се оттегля и на 56-годишна възраст излиза в пенсия. От юли 1844 г. Айхендорф и съпругата му Луизе се местят при най-голямата си дъщеря, която през 1837 г. се омъжва за пруския офицер Лудвиг Бесерер от Талфинген и оттогава живее с него в Гданск. През 1846 г. писателят превежда няколко религиозни драми от испанския писател Педро Калдерон де ла Барка.
След смъртта на брат му Вилхелм през януари 1849 г. Айхендорф наследява неговото феодално владение в Зедлниц. За да избегне безредиците, предизвикани от Германската революция от 1848 – 1849 година, т.нар. Мартенска революция, семейството на автора отпътува за Дрезден, а след това бяга в Кьотен. Заради чернодробното заболяване на Луизе двамата съпрузи предприемат пътувания до различни градове, където тя да се лекува и да си почива, но безуспешно. Здравословното ѝ състояние продължава да се влошава и в началото на декември 1855 г. съпругата на Айхендорф умира на 63-годишна възраст. В този момент семейството живее в град Ниса (дн. Полша).
От 1856 г. до 1857 г. Айхендорф гостува на вроцлавския архиепископ Хайнрих Фьорстер в лятната му резиденция – замъка Йоханисберг в град Яворник (дн. Чехия), където се отдава и на активна творческа дейност. В периода от 1847 г. до смъртта си Йозеф фон Айхендорф приключва литературното си дело и постепенно започва да се занимава с публицистика. В този период е публикуван и трудът му „История на поетичната литература в Германия“ („Geschichte der poetischen Literatur Deutschlands“).
Йозеф фон Айхендорф умира на 26 ноември 1857 г. в Ниса (Силезия) от тежко белодробно възпаление.

## Творчество
Творчеството на Айхендорф е белязано от един основен конфликт – битката на индивида с „изкушението да се отклониш от правия път“; това изкушение поетът съзира от една страна във филистерския живот и лишеното от въображение всекидневие, а от друга – в демоничното себепогубване на романтическия човек. Разрешаването на този конфликт Айхендорф вижда в реализирането на средновековния идеал за „божието царство“ като „възраждане на цялостния живот“. Стремежа към превъзмогване на човешката деформация поетът осъществява в своята лирика, чиито същностни белези са „простота, съкровена искреност и дълбока религиозност“. Тази ведра откритост към света, свързаността с природата и неусложненото богопочитание са изразени в книгата му „Стихотворения“ (1837), която си спечелва популярността на сборник с автентични народни песни. Една от най-красивите му творби е прочутата „Лунна нощ“ (1837). В духа на романтизма творчеството на Айхендорф отхвърля ценностите на класическия рационализъм и отразява стремежа за промяна на съществуващия социален ред. Произведенията, които той оставя, сякаш изграждат свой собствен, алтернативен свят. В този свят красотата става защитна броня, убежище от заобикалящата го реалност. Потапяйки се в творчеството на Айхендорф, откриваме още неудоволетворена, вечно търсеща човешка природа, самопознаваща се в страданието. Постоянният копнеж по възвишеното, по миналото, чувство на самота са устойчиви белези на лириката му.

## Лириката на Айхендорф
Лирическите текстове на Айхендорф са едни от най-четените поетически произведения на немския романтизъм. Стиховете му се характеризират с неголям запас от мотиви, но се отличават със смесица от повтарящи се лирични форми и символни елементи на магическа сила. На места те са загадъчни и дори не докрай разбираеми. В съдържателен план лириката на Айхендорф се основава на меланхоличното желание да извика и съхрани всичко онова, което авторът свързва с отминалите детски години и загубената си родина. Вечно възпяваните шумящи леса, красиви дървеса, планини и долини, полета и поляни, реки и езера, омайни пейзажи, над които звездното небе се свежда – такъв е светът в поезията на Айхендорф – огромна съкровищница от картини, богата на оригинални метафорични изрази и послания.
В желанието си да затвори пропастта между модерното поетическо изкуство и народното творчество, Айхендорф критикува Просвещението, обвинявайки Имануел Кант, че е повлиял негативно върху немската поезия и е превърнал религията в абстрактен морал.
Айхендорф разказва за далечни, омагьосани замъци във висините, за кичести градини, обширни долини и винаги шумящи леса. Тези картини са в противовес с Индустриализацията. За разлика от Йохан Волфганг Гьоте, който е особено критичен към романтизма и посвещава много редове на природните науки и новите технически постижения, Йозеф фон Айхендорф се затваря в своя носталгичен свят, гледайки назад към „доброто старо време“. И именно от отминалите дни черпи вдъхновението си авторът на романтизма. Лириката на Айхендорф е отражение на стремежа му да върне онова, „което няма да се върне“, и да вдъхне живот на онова, което отдавна „тъне в забрава“. Освен меланхолия и носталгия от стиховете на романтическия творец се долавя и тревога за човека, за природата и за все по-нетрайната им взаимовръзка.
В лириката на Айхендорф се открояват няколко основни символи и мотиви: нощта, гората, копнежът, родината, чуждото пространство, самотата. Тези непрекъснато повтарящи се елементи не винаги са еднозначни и разкриват различни, а понякога и противоположни послания.
Нощта
Бленувана от представителите на ранния романтизъм (Новалис), нощта за Айхендорф символизира меланхоличното познание за загубата, която кара човек да се чувства самотен, но също така образът на нощта се появява и в моменти на дълбоки любовни чувства, където тя е красива и дискретна – т.е. мотивът за нощта разкрива амбивалентност при тълкуването си. В едно от най-известните стихотворения на Айхендорф, „Лунна нощ“, нощта е представена като момент на хармония между земята и небето, на единение между този и онзи свят. В стихотворението „Здрач“ нощта е представена като пространство на зловещото и мрака с всички противоречия и страхове на разстроеното съзнание. Страхът от загубата на любимия човек граничи с лудост, макар че в края на творбата остава утехата и вярата в бъдещето, които до известна степен се религиозно обусловени.
Самотата
Постоянният поглед обърнат назад, в миналото, не само изостря усета за отдавна отминалото, но и създава лирика на самотата. Постепенно образът на хората, които си спомнят, е изместен от този на един-единствен самотен Аз, който сякаш е „изпаднал“ от едно безгрижно време, като малко птиче, което е паднало от гнездото си. Спомените обаче не се появяват денем, а нощем в меланхолична самота.
Германската гора
Германската гора присъства в творчеството на Айхендорф, надхвърляйки обикновената си символна функция на говорещата природа. Тя се превръща в място за спомени, преображение и мистично търсене на единение. Тъмните дебри и „горската усамотеност“ могат да водят и до еротични изкушения. Освен образът на нощта и този на гората притежава двойствен характер и позволява да се тълкува по различни начини. От една страна тя може да е символ на идеализирания, примитивен свят – антипод на града, представляващ цивилизацията. В това противопоставяне гората е свободно пространство, в което човек може да се освободи от всички окови на обществото. От друга страна в гората се реализира митичното, тя е пространството, в което Пан и горските духове вършат своите пакости – място на блуждаещи огньове и съблазън. Със своите сенки, с тъмнината, със страшното и непознатото, което дебне и буди страх, гората се превръща в димензия на мрака и на срамни, потиснати еротични желания. В стихотворението на Айхендорф „Разговор в гората“ ключова роля играе магьосницата Лорелай, която Клеменс Брентано (по-късно и Хайнрих Хайне) представя в баладата си Лоре Лай.

## Признание
Айхендорф е смятан за един от най-значимите лирици в немската литература, творчеството му вълнува и днес. Той е оказал силно влияние върху поколения поети и композитори. Приема се, че новелата му „Из живота на един безделник“ (1826 г.) бележи връхна точка в творчеството на романтизма, но едновременно с това вещае и края му.
Идиличният начин, по който Айхендорф изгражда образите на природата и на обикновения живот, не се откроява с усложнена образност и набор от думи. Зад него обаче се крие многопластова плетеница от метафорична символика, чрез която да бъдат тълкувани света, природата и състоянията на душата.
Типично за голяма част от творчеството на Айхендорф е религиозната символика, която се дължи на силната обвързаност на твореца с вярата. За разлика от автора Клеменс Брентано за Айхендорф католицизмът не означава нито душевни мъчения, нито се характеризира с особен мисионерски плам. Забележителен е и фактът, че за разлика от много други представители на романтизма под влиянието на Фихте – той не прегръща идеята за германски национализъм, при който германската нация е поставена над останалите, а е привърженик на идята за единност и сплотеност в Европа. В творбите и документите, които е оставил след себе си, няма признаци на антисемитизъм, каквито биха могли да бъдат открити при редица негови съвременници, като например Брентано и Арним.
За него Пенчо Славейков казва: „Много от песните му живеят в душата и устата на народа, който не знае вече от кого са те, и ги чувства, и смята свои.“
По текстове на Айхендорф са творили композитори като Франц Шуберт, Феликс Менделсон-Бартолди и Роберт Шуман.

## Влияние
В чест на поета през 1934 г. е учредена наградата „Йозеф фон Айхендорф“ за културни постижения в немскоезичната Судетска област. Литературна награда „Айхендорф“ е учредена през 1956 г. и от град Ванген в Алгой.
Редица учебни заведения в Германия носят неговото име, като например гимназии в Бамберг, Кобленц, Етлинген и др.
Във всеки град, където Айхендорф е живял и творил, е издигнат паметник в негова чест. Бюст на поета е поставен и край т.нар. Пътека на философите в Хайделберг.
Вълшебна пръчица
Песен спи навред в нещата,

В сън поели на възбог,

И запява в миг Земята,

Кажеш ли вълшебен слог.

1835

## Преводи на български език
Новелата „Из живота на един безделник“ (Aus dem Leben eines Taugenichts, 1826) е публикувана в сборника „Немски романтици“ от библиотека „Световна класика“ през 1980 г. В предговора на книгата Недялка Попова пише:
„Измененията в социалното развитие на Германия, възходът и войните на Наполеон, освободителното движение срещу наполеоновската окупация внасят корективи в идейно-естетическата същност на немския романтизъм. В първото десетилетие на деветнадесетия век Хайделберг става център на нова група литературни творци, известни като „хайделбергски“ романтици. Към тях се числят Лудвиг Ахим фон Арним, Клеменс Брентано, Йозеф Фон Айхендорф. Връзка с тях имат братя Грим и Йозеф Гьорес. При все, че тръгват от едно твърде абстрактно понятие за народ, те се обръщат към изворите на народната поезия.”
И още:
„Въпреки цялостното си идилично звучене и новелата на Айхендорф има критични нотки. Неговият „безделник“ не се чувствува истински добре никъде. Той има усещането, че всякога пристига късно, няма място за него в света, макар авторът да го е замислил като въплъщение на индивидуалната волност. ”
Новелата „Замъкът Дюранд“ (Das Schloß Dürande, 1837) е публикуван в книгата „Вълшебният свят на романтизма“ (2007 г.) в превод от Донка Илинова. За него тя пише: „Новелата „Замъкът Дюранд“ е трагична любовна история, в която се преплитат любовни чувства, въпроси на чест и изблици на революционна ярост. [...] Айхендорф издига социалния и нравствения проблем в сферата на чистото любовно чувство, за да достигне то своя апогей в смъртта. ”

### Стихотворения
- In einem kühlen Grunde (1807/08)
- Die Riesen, Anklänge (1808)
- Lied (1810)
- Abschied (1810)
- Здрач(Zwielicht, 1812)
- Строшената халка (Das zerbrochene Ringlein oder auch Untreue, 1813)
- Morgengebet (1814)
- Die zwei Gesellen (1818)
- Der frohe Wandersmann (Wem Gott will rechte Gunst erweisen, 1822)
- Вечер (Der Abend, 1826)
- Es schienen so golden die Sterne, Sehnsucht (1834)
- Schöne Fremde (vor 1834)
- Вълшебната пръчица (Wünschelrute, 1835)
- Lichtlein im Walde (1836)
- Лунна нощ (Mondnacht, 1837)
- Das Bilderbuch (1837)
- Der Einsiedler (1838)
- Eldorado (1841)
- Stimmen der Nacht (1841)
- In Danzig (Dunkle Giebel, hohe Fenster, 1842)
- Lockung
- Zauberblick
- Frühlingsmarsch
- Abschied (O Täler weit, o Höhen)
- Waffenstillstand der Nacht
- An die Waldvögel
- In der Fremde
- Auf einer Burg
- Echte Liebe
- Die Blätter fallen
- Der Soldat
- Wanderlied der Prager Studenten
- An der Grenze
- Heimweh
- Herbst
- Ständchen
- Bei Halle
- Bei einer Linde
- Der Gärtner
- Waldgespräch
- Frische Fahrt
- Durcheinander
- Wunder über Wunder
- Frisch auf!
- Der Jäger Abschied
- Allgemeines Wandern
- Nachts
- Die Nachtblume
- Meeresstille
- Der Glücksritter
- Der Nachtvogel
- Frühlingsnacht
- Kurze Fahrt
- Lockung
- Neue Liebe
- Schifferspruch
- So oder so
- Der Kehraus
- Winternacht
- Vöglein in den sonn'gen Tagen
- Trost
- An meinem Geburtstage
- Reiselied
- Der stille Grund
- Die Nacht
- Lieber alles
- Die Stillen
- Der letzte Gruß
- Erinnerung
- Weihnachten
- Пролетен поздрав (Frühlingsgruß)
- Der Morgen
- Todeslust
- Frühlingsfahrt
- Wahl
- Die Klage
- Синьото цвете (Die blaue Blume, 1841)
- Frau Venus
- Die Sperlinge
- Wandernder Dichter
- Der Blick
- Abendrot
- Der Unbekannte

### Романи
- Ahnung und Gegenwart (1815)
- Dichter und ihre Gesellen (1834)

### Новели и разкази
- Die Zauberei im Herbste (1808) (Märchen)
- Das Marmorbild (1819)
- Из живота на един безделник (Aus dem Leben eines Taugenichts, 1826)
- Viel Lärmen um nichts (1833)
- Auch ich war in Arkadien (1834)
- Замъкът Дюранд (Das Schloß Dürande, 1837)
- Unstern (1839)
- Die Entführung  (1839)
- Eine Meerfahrt (1841)
- Die Glücksritter (Novelle) (1841)

### Епоси
- Julian, 1853
- Robert und Guiscard, 1855
- Lucius, 1857

### Драми
- Krieg den Philistern, 1824
- Ezzelin von Romano, 1828
- Meierbeths Glück und Ende, 1828
- Der letzte Held von Marienburg, 1830
- Die Freier, 1833